# محمد الرواحی
محمد الرواحی (عربی: محمد بن فرج الرواحي؛ زادهٔ ۲۶ آوریل ۱۹۹۳) بازیکن فوتبال اهل عمان است.
از باشگاه‌هایی که در آن بازی کرده‌است می‌توان به باشگاه فوتبال النهده عمان اشاره کرد.
وی همچنین در تیم ملی فوتبال عمان بازی کرده‌است.